# Gerhard Aigner
Gerhard Aigner, född 1 september 1943 i Regensburg, Bayern, död 20 juni 2024, var en tysk fotbollsfunktionär, som var generalsekreterare i Uefa åren 1989–2003.
Aigner var under många år Uefa-presidenten Lennart Johanssons närmaste man som organisationens generalsekreterare. De två var bland annat drivande i skapandet av Uefa Champions League. Aigners efterträdare som generalsekreterare blev Lars-Christer Olsson.